# Jaime Magalhães
Jaime Fernandes Magalhães (født 10. juli 1962 i Porto, Portugal) er en tidligere portugisisk fodboldspiller (midtbane).
Magalhaes tilbragte størstedelen af sin karriere hos FC Porto i sin hjemby, hvor han spillede i 15 sæsoner som senior. Her var han med til at vinde hele syv portugisiske mesteskaber, fire pokaltitler samt Mesterholdenes Europa Cup i 1987. I sidstnævnte spillede han hele kampen i finalesejren over Bayern München.
Magalhaes spillede desuden 20 kampe for Portugals landshold. Han var med i landets trup til VM i 1986 i Frankrig. Her spillede han to af landets tre kampe i turneringen, hvor holdet blev slået ud efter det indledende gruppespil.

## Titler
Primeira Liga
- 1985, 1986, 1988, 1990, 1992, 1993 og 1995 med FC Porto

Taça de Portugal
- 1984, 1988, 1991 og 1994 med FC Porto

Portugal Supercup
- 1981, 1983, 1984, 1986, 1991 og 1994 med FC Porto

Mesterholdenes Europa Cup
- 1987 med FC Porto

UEFA Super Cup
- 1987 med FC Porto

Intercontinental Cup
- 1987 med FC Porto